# Sunil Chhetri
Sunil Chhetri (* 3. srpna 1984) je indický fotbalový útočník. Se 155 odehranými zápasy je rekordmanem indické reprezentace a drží i rekord v počtu vstřelených gólů – 95. Fotbalovou kariéru začal v roce 2002 v Mohun Bagan AC. Po osmi letech v Indii zamířil do amerického Kansasu, kde se ale neuchytil a vrátil se zpět. V roce 2012 působil v rezervě portugalského Sportingu Lisabon. Od roku 2013 působí v klubu Bengaluru FC, ze kterého na krátkou dobu přestoupil do Mumbai City FC.

## Klubová kariéra
Chhetri začal s profesionálním fotbalem v Mohun Bagan AC v indické National Football League. V roce 2005 přestoupil do JCT FC. V prvním ročníku I-League (2007/08) vstřelil 7 gólů a pomohl JCT k třetímu místu. V prosinci 2007 získal cenu od indické federace za excelentní klubové i reprezentační výkony. V říjnu 2008 se o něj údajně zajímaly evropské kluby Leeds United FC z EFL League One a GD Estoril Praia z druhé portugalské ligy, Chhetri ale zůstal v Indii, kde před sezonou 2008/09 podepsal s East Bengal FC. V průběhu sezony se o něj začaly zajímat dva kluby z Major League Soccer, podle zvěstí se mělo jednat o Los Angeles Galaxy a D.C. United. V lednu 2009 se zapojil do přípravy s anglickým Coventry City FC v EFL Championship, k přestupu ale nakonec nedošlo. Po konci smlouvy podepsal dvouletý kontrakt s Dempo SC. V srpnu 2009 přestoupil do anglického Queens Park Rangers, nedostal ale pracovní povolení a přestup byl tak znemožněn. Později bylo uvedeno, že mu nebylo pracovní vízum uděleno, jelikož Indie nebyla mezi 70 nejlepšími týmy žebříčku FIFA. V březnu 2010 se začal připravovat s Kansas City Wizards v americké Major League Soccer. Dne 24. března 2010 byl oficiálně podepsán a stal se třetím indickým hráčem, který kdy hrál mimo jižní Asii. Za Wizards debutoval 14. dubna 2010 v utkání US Open Cupu proti Coloradu Rapids. V červenci 2010 nastoupil do přátelského utkání proti Manchesteru United, za 21 minut si připsal dvě střely na branku. Toto ale byly jeho jediné dva zápasy za Wizards, v únoru 2011 klub opustil.